# Lorraine-Dietrich Type GO 6
Der Lorraine-Dietrich Type GO 6 ist eine Baureihe von Pkw-Modellen aus der Zeit um 1910. Dazu gehören Type CGO 6 und Type TGO 6. Hersteller war Lorraine-Dietrich in Frankreich.

## Beschreibung
Die Fahrzeuge standen 1909 und 1910 im Sortiment. Vorgänger war der Type FO 6.
Konstrukteur des Motors war Giustino Cattaneo, der für das italienische Partnerunternehmen Isotta Fraschini tätig war. Er entwickelte einen Sechszylinder-Reihenmotor. Er ist als T-Kopf-Motor ausgeführt. Jeweils zwei Zylinder sind paarweise zusammengegossen. 130 mm Bohrung und 150 mm Hub ergeben 11.946 cm³ Hubraum. Der Motor war damals in Frankreich steuerlich mit 70 CV eingestuft.
Der Motor ist vorn längs im Fahrgestell eingebaut. Er treibt über ein Vierganggetriebe und Ketten die Hinterräder an. Die Bremse wirkt zeittypisch nur auf die Hinterachse.
Der Type CGO 6 hat 3500 mm Radstand, während er beim Type TGO 6 mit 3750 mm etwas länger ist.
Der Type GO hat einen Vierzylindermotor mit gleichen Zylinderabmessungen.